# Lianne Rood
Lianne Rood, née en 1978 ou 1979 à Grand Bend (en) en Ontario, est une agricultrice, entrepreneure et femme politique canadienne.
Sous la bannière du Parti conservateur du Canada, elle est députée à la Chambre des communes du Canada de la circonscription de Lambton—Kent—Middlesex de 2019 à 2025 et la circonscription de Middlesex—London depuis avril 2025.

## Biographie
Née en 1978 ou 1979 à Grand Bend (en) en Ontario,, Lianne Rood obtient un baccalauréat spécialisé en criminologie et en sociologie de l'Université de Windsor en 2003.
Ensuite, elle travaille pendant six ans pour le gouvernement de Stephen Harper, entre autres, pour le ministre de l'Agriculture et de l'Agroalimentaire Gerry Ritz ainsi que pour le député de Lambton—Kent—Middlesex, Bev Shipley. Lorsque ce dernier prend sa retraite, Rood décide de suivre dans les pas de celui qu'elle considère comme son mentor. Lors des élections fédérales de 2019, elle se présente dans la circonscription de Lambton—Kent—Middlesex sous la bannière du Parti conservateur du Canada. Elle remporte l'élection avec 49,05 % des voix et une majorité de 13 837 voix sur son plus proche rival, le libéral Jesse McCormick. Elle est réélu en 2021.
À la suite du redécoupage électoral de 2022-2023, sa circonscription est abolie. Lors des élections de 2025, elle se présente alors dans la nouvelle circonscription de Middlesex—London où elle remporte le scrutin avec 51,67 % des voix et une majorité de 6 693 voix sur le libéral Kent Keenan.